# Гагарин (мультфильм)
«Гага́рин» — мультфильм студии Pilot («Second Frog» animation group) режиссёра Алексея Харитиди. Название мультфильма придумано Эдуардом Назаровым после первого просмотра и отсылает к первому в мире космонавту Юрию Гагарину.

## Сюжет
Забавная история о том, как маленькая гусеничка, мечтавшая о полёте и глядевшая с завистью на птиц и бабочек, неожиданно оказалась в воланчике, в котором она смогла раньше времени полетать. Но этот полёт так разочаровал её, что когда она стала красивой бабочкой — летать бывшей гусеничке уже не хотелось.

## Премии
- 1994 — Премия «Ника», номинация в категории анимационных фильмов.
- 1994 — Первый приз; МКФ «Золотой рыцарь», Тирасполь (Молдавия).
- 1995 — Премия за лучший дебют, Премия зрительских симпатий, Премия Министерства природы Франции и Премия за самый смешной фильм; МФ фильмов-дебютов «Молодость», Киев.
- 1995 — Премия в категории анимационных фильмов, Премия за лучший анимационный фильм; МКФ «Послание к человеку», Петербург.
- 1995 — «Золотая пальмовая ветвь» на фестивале в Каннах в номинации короткометражных фильмов.
- 1995 — Премия за лучший дебют, Международный фестиваль анимационных фильмов в Аннеси.
- 1996 — номинация на премию «Оскар».
- 1996 — лента участвовала в Тарусе.